# 594913 ꞌAylóꞌchaxnim
594913 ꞌAylóꞌchaxnim è un asteroide della classe Atira. Scoperto nel 2020, presenta un'orbita caratterizzata da un semiasse maggiore pari a 0,5554385 au e da un'eccentricità di 0,1770068, inclinata di 15,86814° rispetto all'eclittica, il che lo rende il primo asteroide per cui sia stata accertata un'orbita interamente compresa all'interno di quella di Venere.
Dall'8 novembre al 21 dicembre 2021, quando 606701 Golda ricevette la denominazione ufficiale, è stato l'asteroide denominato con il più alto numero ordinale. Prima della sua denominazione, il primato era di 580123 Gedek.
Il nome ꞌAylóꞌchaxnim è stato scelto con riferimento alla sua peculiare orbita in quanto significa ragazza di Venere nella lingua della popolazione Luiseño che abitava i territori che comprendono il monte Palomar da cui si è effettuata la scoperta del corpo celeste.

## Scoperta
L'asteroide è stato scoperto il 4 gennaio 2020 attraverso la fotocamera Zwicky Transient Facility (ZTF), che fa uso del telescopio di 48 pollici (1,22 m) dell'osservatorio di Monte Palomar per la ricerca di fenomeni transienti nel visibile. All'identificazione dell'oggetto, appartenente alla diciottesima magnitudine, hanno contribuito gli astronomi Bryce Bolin, Frank Masci e Quanzhi Ye. Nello specifico, la ZTF veniva impiegata nella ricerca di NEA aventi orbita interna a quella della Terra, indicati come asteroidi Atira. La rilevazione di questi oggetti è ostacolata dalla loro vicinanza al Sole: asteroidi aventi un'orbita contenuta all'interno di quella di Venere non raggiungono elongazioni maggiori di 47 gradi; di conseguenza sono osservabili dalla Terra soltanto durante il crepuscolo, quando il Sole è al di sotto dell'orizzonte. Inoltre, il periodo di visibilità in queste condizioni risulta piuttosto limitato. La Zwicky Transient Facility si è rivelata efficace nella loro rilevazione. In un totale di 102 sessioni osservative, 40 serali e 62 mattutine, tra il 15 novembre 2018 e il 23 giugno 2019 erano stati osservati quattro asteroidi Atira già noti ed erano stati scoperti gli asteroidi 2019 AQ3 e 2019 LF6.
Con la conferma della scoperta, l'8 gennaio 2020 all'asteroide fu assegnata la designazione provvisoria 2020 AV2. Il 20 settembre 2021, l'asteroide ha ricevuto la designazione permanente 594913, una volta che la sua orbita era stata determinata con sufficiente accuratezza. Infine, l'8 novembre 2021 gli è stato assegnato il nome ꞌAylóꞌchaxnim, che è stato scelto con riferimento alla sua peculiare orbita in quanto significa ragazza di Venere nella lingua della popolazione Luiseño, che abitava i territori che comprendono il monte Palomar da cui si è effettuata la scoperta del corpo celeste. Il nome potrebbe essere esteso alla classe di asteroidi la cui orbita è compresa in quella di Venere.

## Parametri orbitali

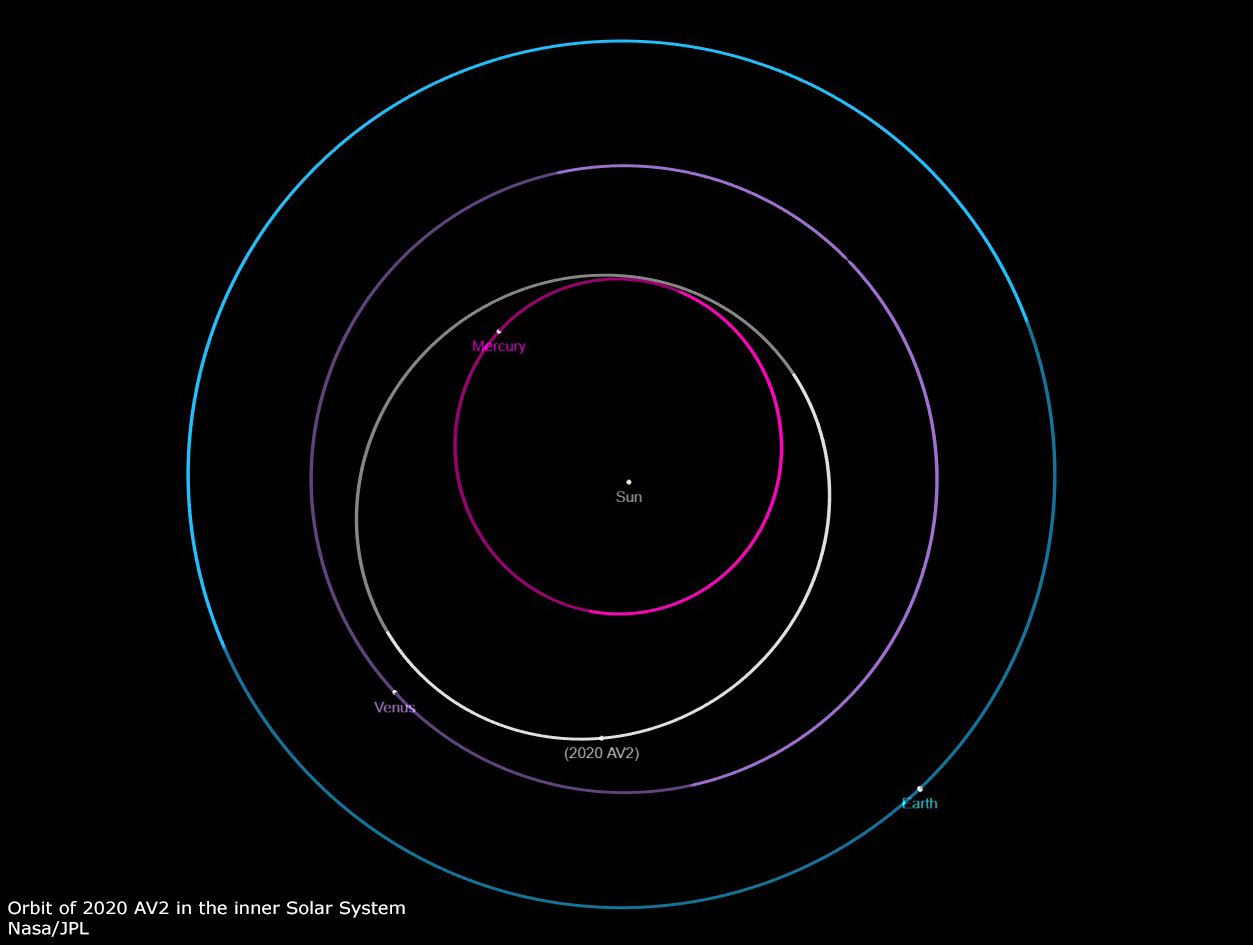
Vista polare dell'orbita di 594913 ꞌAylóꞌchaxnim (bianco) confrontata con quelle di Mercurio, Venere e Terra.

ꞌAylóꞌchaxnim è il primo (e unico, al luglio 2022) asteroide con orbita interamente compresa all'interno di quella di Venere. Di conseguenza, è l'asteroide con l'afelio più prossimo al Sole, a 0,6537 au dalla stella. Per confronto, il valore medio della distanza di Venere dal Sole è di 0,723 au, con il perielio a 0,718 au. ꞌAylóꞌchaxnim non è però l'asteroide dal perielio più basso, poiché altri, le cui orbite presentano valori maggiori per l'eccentricità orbitale, passano più prossimi al Sole. 2021 PH27 è, al luglio del 2022, l'asteroide con il semiasse maggiore più stretto, sebbene un'elevata eccentricità orbitale lo porti ad intersecare entrambe le orbite di Mercurio e Venere. ꞌAylóꞌchaxnim è classificato formalmente come un asteroide Atira dal Minor Planet Center, avendo l'orbita interna anche a quella della Terra. Come tale, appartiene anche alla categoria degli asteroidi Near-Earth, sebbene la sua MOID con il nostro pianeta sia di 0,346252 au. Nel 2012, Sarah Greenstreet e colleghi, in uno studio sulla distribuzione orbitale dei NEO all'interno dell'orbita terrestre, proposero provvisoriamente il nome Vatira (un portmanteau di Venere e Atira) per classificare gli asteroidi con orbita interamente compresa entro il perielio di Venere. ꞌAylóꞌchaxnim sarebbe il primo di tale categoria.
ꞌAylóꞌchaxnim orbita attorno al Sole in circa 151 giorni, con un semiasse maggiore di 0,5554 au. L'orbita è prossima alla risonanza 3:2 con Venere, ovvero l'asteroide completa approssimativamente tre orbite nel periodo di tempo in cui Venere ne completa due. L'orbita dell'asteroide presenta un'inclinazione di circa 15,9° rispetto al piano dell'eclittica e un'eccentricità di 0,177. Entrambi i valori sono più bassi rispetto a quelli attesi per gli asteroidi Vatira, pari a 25° per l'inclinazione e 0,4 per l'eccentricità.
La minima distanza (MOID) tra l'orbita di ꞌAylóꞌchaxnim e quelle dei pianeti Mercurio e Venere è rispettivamente di 0,066 au e 0,079 au, rispettivamente.

### Dinamica orbitale
Come accaduto per la maggior parte degli asteroidi Near-Earth (NEA), ꞌAylóꞌchaxnim probabilmente si è formato nella fascia principale, su un'orbita che, per effetto di una risonanza orbitale, ha acquisito eccentricità progressivamente maggiori, portandolo a divenire geosecante. Ripetuti passaggi ravvicinati con i corpi del sistema solare interno ne avrebbero perturbato l'orbita, riducendo il momento angolare orbitale e determinando un progressivo avvicinamento al Sole. Si ritiene che simili migrazioni orbitali verso l'interno del sistema siano piuttosto rare. I NEA che attraversano la regione dei pianeti inferiori percorrono orbite che risultano instabili nel breve periodo, a causa delle frequenti perturbazioni gravitazionali della Terra, di Venere e Mercurio. L'orbita di ꞌAylóꞌchaxnim rimarrà stabile probabilmente per meno di un milione di anni, a meno che non venga stabilizzata dalla risonanza 3:2 con Venere. In questo caso, la stabilità dell'orbita verrebbe mantenuta per alcuni milioni di anni.
Da simulazioni orbitali, il suo destino sembra comunque quello di collidere infine con un pianeta, molto probabilmente Venere. Passaggi ravvicinati a Venere e Mercurio potrebbero, in futuro, determinare un incremento del momento angolare orbitale. L'asteroide potrebbe quindi iniziare a percorrere orbite più ampie, che lo farebbero avvicinare anche alla Terra, con una crescente probabilità di un impatto con uno dei pianeti terrestri.

## Caratteristiche
Per ꞌAylóꞌchaxnim è stata stimata una magnitudine assoluta (H) di circa 16,2. Si ritiene che il diametro medio dell'asteroide sia superiore al chilometro. Stimando la sua albedo tra 0,25 e 0,05, il diametro medio risulterebbe compreso tra circa 1-3 km, rispettivamente. I modelli sulla popolazione degli asteroidi Near-Earth (NEA) prevedono che all'interno dell'orbita di Venere sia presente almeno un asteroide dal diametro medio superiore al chilometro; ꞌAylóꞌchaxnim potrebbe essere, dunque, uno dei membri dalle maggiori dimensioni tra gli asteroidi Atira.
Osservazioni spettroscopiche nel visibile e nell'infrarosso eseguite nel 2020 dall'Osservatorio del Roque de los Muchachos suggeriscono che ꞌAylóꞌchaxnim abbia una superficie rossastra ricca di olivina, avendo rilevato una linea di assorbimento a 1 μm caratteristica degli asteroidi di tipo S. L'abbondanza di olivina rilevata sulla superficie di ꞌAylóꞌchaxnim suggerisce che l'asteroide potrebbe essersi formato dal mantello di un planetesimo differenziato. Le caratteristiche spettrali di ꞌAylóꞌchaxnim sono intermedie tra quelle degli asteroidi di tipo S e di quelli di tipo A; per questa ragione, è classificato come un asteroide di tipo Sa. Assumendo che l'albedo di ꞌAylóꞌchaxnim corrisponda al valore medio delle albedo degli asteroidi di tipo S, pari a 0,22, il suo diametro medio risulterebbe di circa 1,5 km.